# Parc national des Cinque Terre
Le parc national des Cinque Terre est un parc national italien situé sur une partie de la côte des Cinque Terre de la Riviera du Levant, dans la province de La Spezia, de la région Ligurie. Il comprend une aire marine protégée et regroupe en son sein trois communes Monterosso al mare, Vernazza, Riomaggiore et une partie des communes du Levanto (Punta Mesco) et de la Spezia (Campiglia et Tramonti). Il est institué par décret du président de la République du 6 octobre 1999.
En 1997, les Cinque Terre, Portovenere ainsi que l’île de Palmaria, l’île du Tino et l’île du Tinetto ont été admises au Patrimoine mondial de l'UNESCO.

## Description

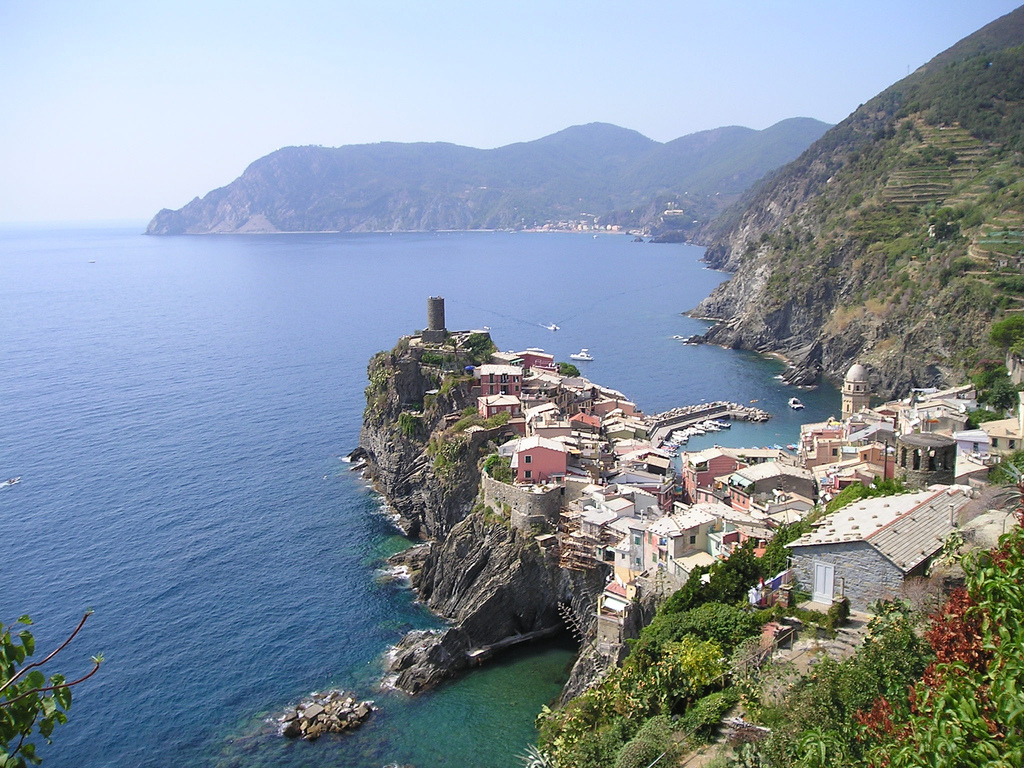
Cinque Terre vue de Vernazza. À l’horizon, Monterosso al Mare.

Le parc national des Cinque Terre a la particularité d’être le plus petit des parcs nationaux italiens. Il est aussi le plus anthropisé. Aujourd’hui, l‘action de l‘homme la plus visible est la conservation d'un paysage en terrasses soutenues par des murs en pierre sèche : les collines du parc avec ses terrasses séculaires de pierre sèche plongent à pic dans l’azur de la Méditerranée en créant un panorama unique.
Le parc protège une zone côtière où l’homme a su créer, au fil des siècles, les parfaites conditions de vie entre la nature et lui. Et dès le début de sa création, il adopte et impose une politique d’intervention basée sur un modèle, aujourd’hui répandu, l’écotourisme.
Dans cette logique de développement durable, en 2001, l'administration du parc des Cinque Terre promeut plusieurs initiatives comme le Marchio di Qualità Ambientale (MQA) ou en français la Marque ou label de qualité environnemental, qui a pour but de minimiser l’impact de l’activité touristique sur la biodiversité du parc. Le MQA est un réseau de structures d’accueil, dispersé sur le territoire, qui permet de sensibiliser les touristes aux problèmes écologiques liés à leur séjour.

Puis, elle introduit un droit d’entrée la 5 Terre Card qui permet un accès aux différents services du parc (minibus écologiques, bicyclettes, musées, moulins). Une partie de la vente de ce titre est réinvestie pour prévenir les phénomènes hydrogéologiques ou pour récupérer des terres incultes ou abandonnées.

Début 2008, les facilités d’accueil qui ont choisi d’adhérer au label de qualité sont au nombre de 176 comprenant chambres meublées, Chambre d'hôtes, et hôtels.

Le climat est typiquement méditerranéen avec été sec et hiver doux.

### Flore

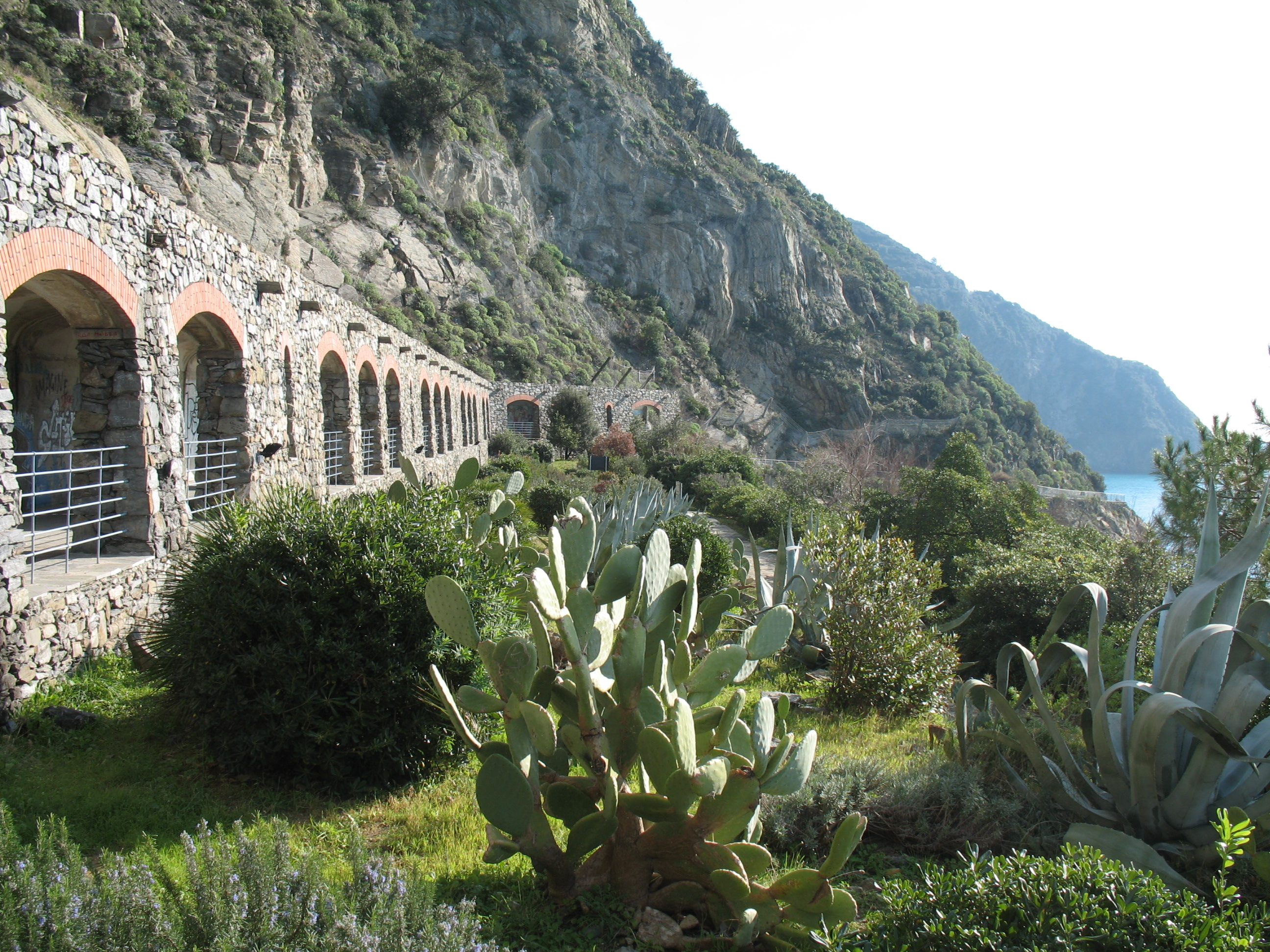
Flore des Cinque Terre.

Les nombreux microclimats présents dans le parc, souvent différents entre eux, ont créé une grande variété de paysages. Nombreux sont les pins maritimes et pins d’Alep, les chênes lièges et les châtaigniers. Sur le littoral, on trouve de nombreuses espèces de criste marine et de Ceneraria. Les plantes arbustives de romarin, de thym et de lavande sont bien visibles. Sur les sentiers côtiers se nichent différents genres de plantes grasses.

L’environnement marin recèle une vaste gamme de plantes aquatiques typiques de l’Aire parmi lesquelles la Cymodocea nodosa et Posidonia oceanica.

### Faune
L’écosystème du parc permet un développement de diverses espèces d’animaux comme le goéland leucophée, le faucon pèlerin et le grand corbeau. Parmi les mammifères, les plus nombreux sont les loirs, les taupes, martres, renards et sangliers. Dans les anfractuosités rocheuses prospèrent les reptiles comme les lézards, et divers types de serpents tels la couleuvre d’Esculape et les vipères. Autour des ruisseaux vivent les amphibiens comme les grenouilles et les salamandres.

La zone marine possède une richesse faunique intéressante. De nombreuses espèces, peu fréquentes dans d’autres endroits de la mer Méditerranée, se partagent un espace vital relativement restreint, comme la gorgone Eunicella verrucosa, la Paramuricea clavata, le mollusque Luria lurida et certains dauphins..

## Culture

### Gastronomie

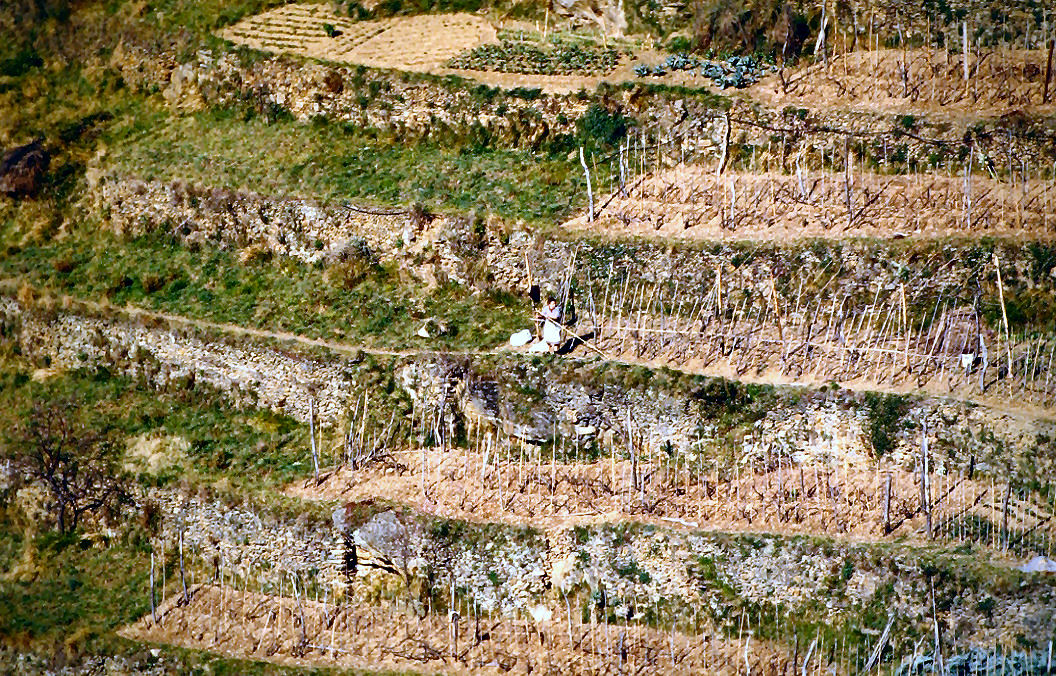
Paysage de culture.

Les terres cultivées sont issues de l’agriculture biologique. Plusieurs coopératives gèrent ces ressources et proposent au public toute une palette de produits Slow Food comme la sauce verte à la roquette et aux pignons et l’anchoïade aux herbes aromatiques. Les citrons, fruits typiques du parc, donnent de la confiture et du sirop et le fameux limoncello, puis les classiques de la cuisine ligure avec les anchois salés de Monterosso, le pesto, l’huile extra vierge d’olive DOP, le miel de fleurs méditerranéennes.

La viticulture se caractérise par la redécouverte de cépages autochtones comme le bosco donnant le Sciachetrà, légendaire vin blanc liquoreux. La cave coopérative produit également un second vin blanc, mais sec, issu des cépages trebbiano et vermentino.

Le parc réalise aussi une ligne de produits cosmétiques à base exclusivement d’herbes, de fruits et de fleurs récoltés sur le territoire.

### Littérature
Les Cinque Terre ont été le lieu d’inspiration pour beaucoup d’hommes de lettres parmi lesquels le Prix Nobel de littérature, Eugenio Montale. À Monterosso où se trouve sa résidence estivale, un parc littéraire lui est dédié.
D’autres poètes et écrivains n'ont pas tari également d'éloges pour ces terres, surtout sur le vin Sciachetrà que Boccace connut sous le nom de Vernaccia di Corniglia, ainsi que Pétrarque dans son poème épique l'Africa, Gabriele D'Annunzio, Eugenio Montale...

## Les sanctuaires
Sur le réseau des sentiers des Cinque Terre existe un parcours desservant cinq sanctuaires mariaux attaché à chaque village. Ils sont aussi accessibles par route excepté celui de Montenero. Le sanctuaire de Corniglia, à 390 mètres de hauteur, du XXe siècle, a été bâti à l'emplacement d'une chapelle datant de 1584. Les autres édifices datent tous du Moyen Âge, dont celui de Nostra Signora de Soviore, le plus ancien sanctuaire ligurien, noté dans un écrit de 1225.

## Galerie

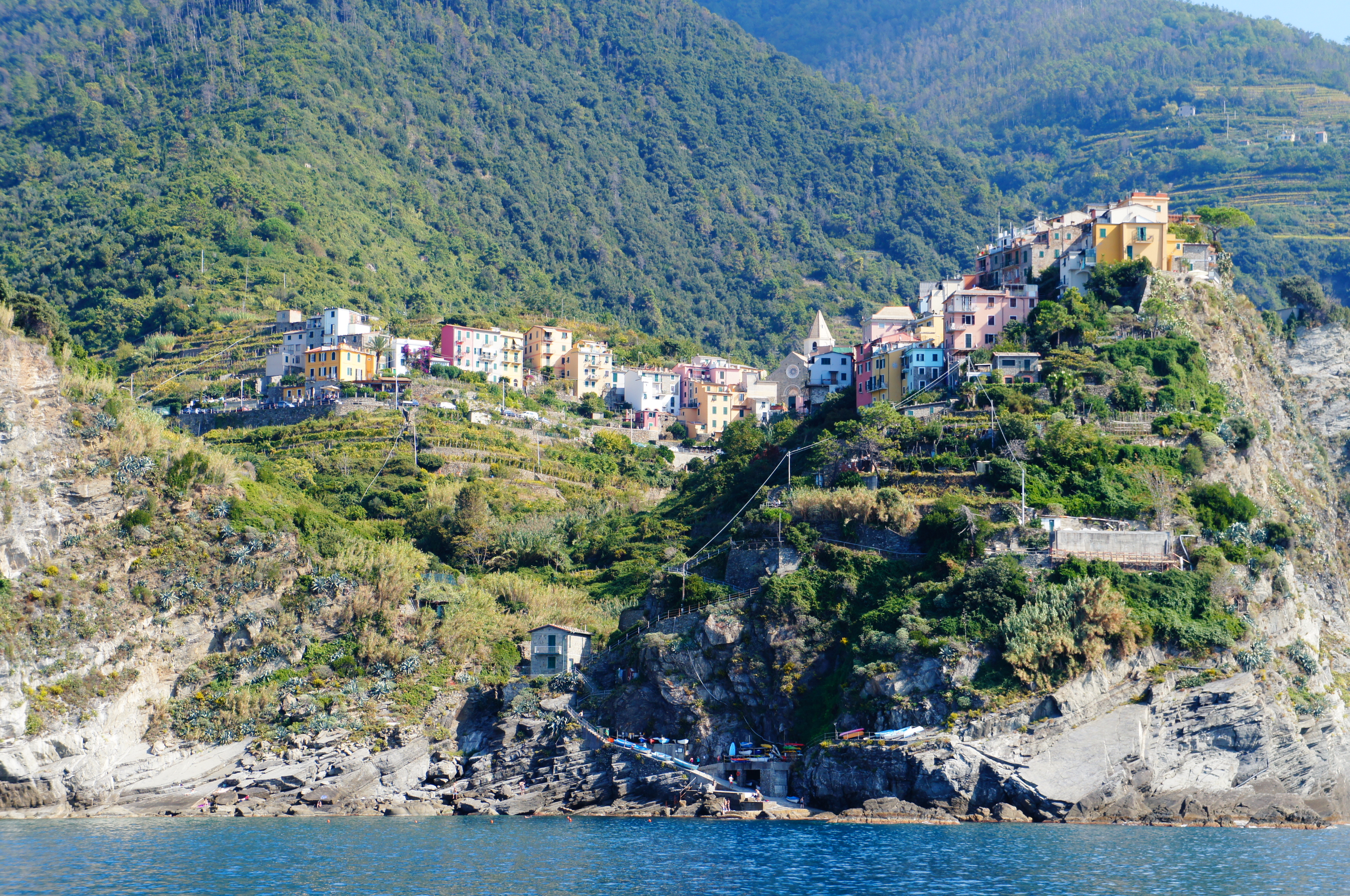
Monterosso al Mare.
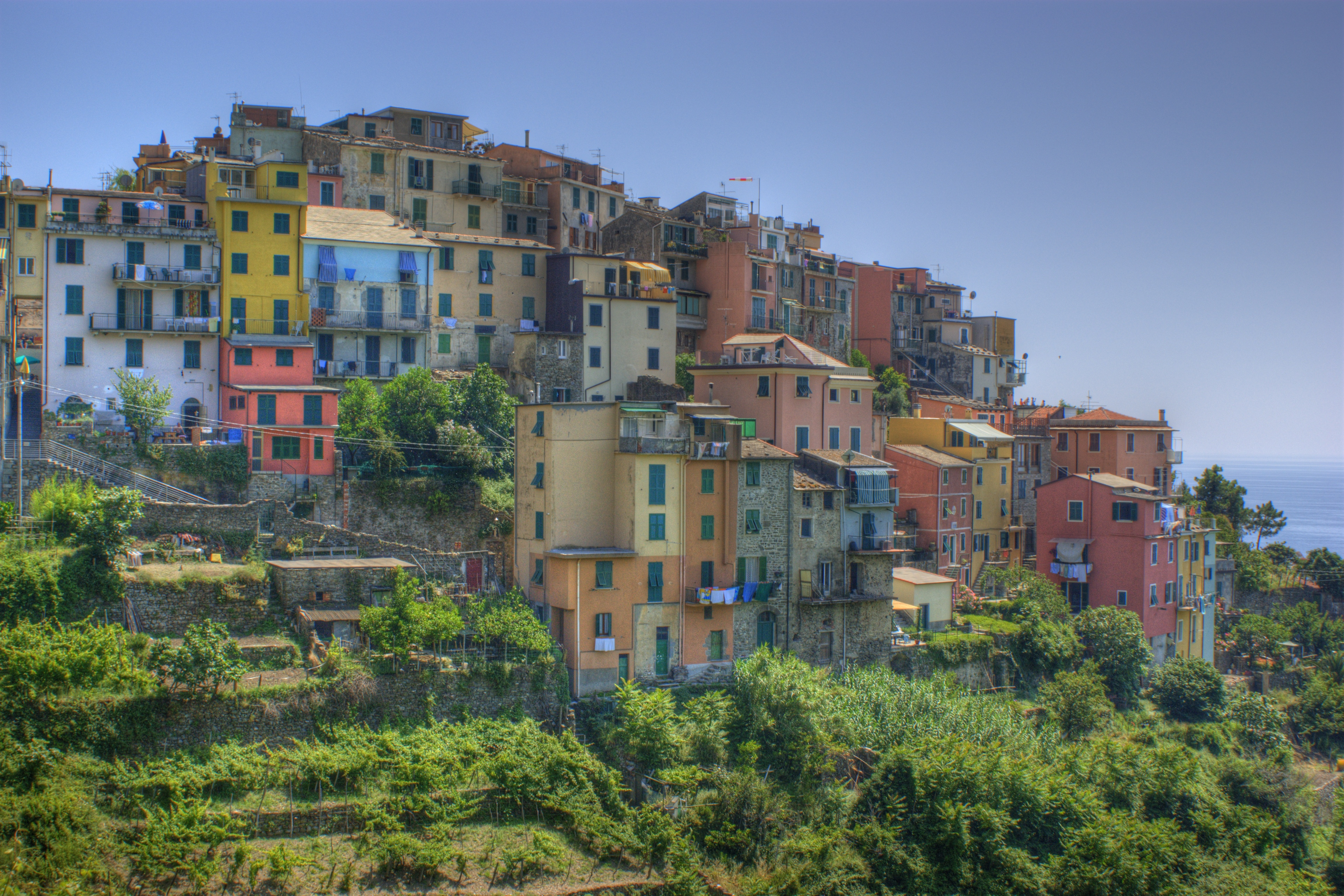
Corniglia.
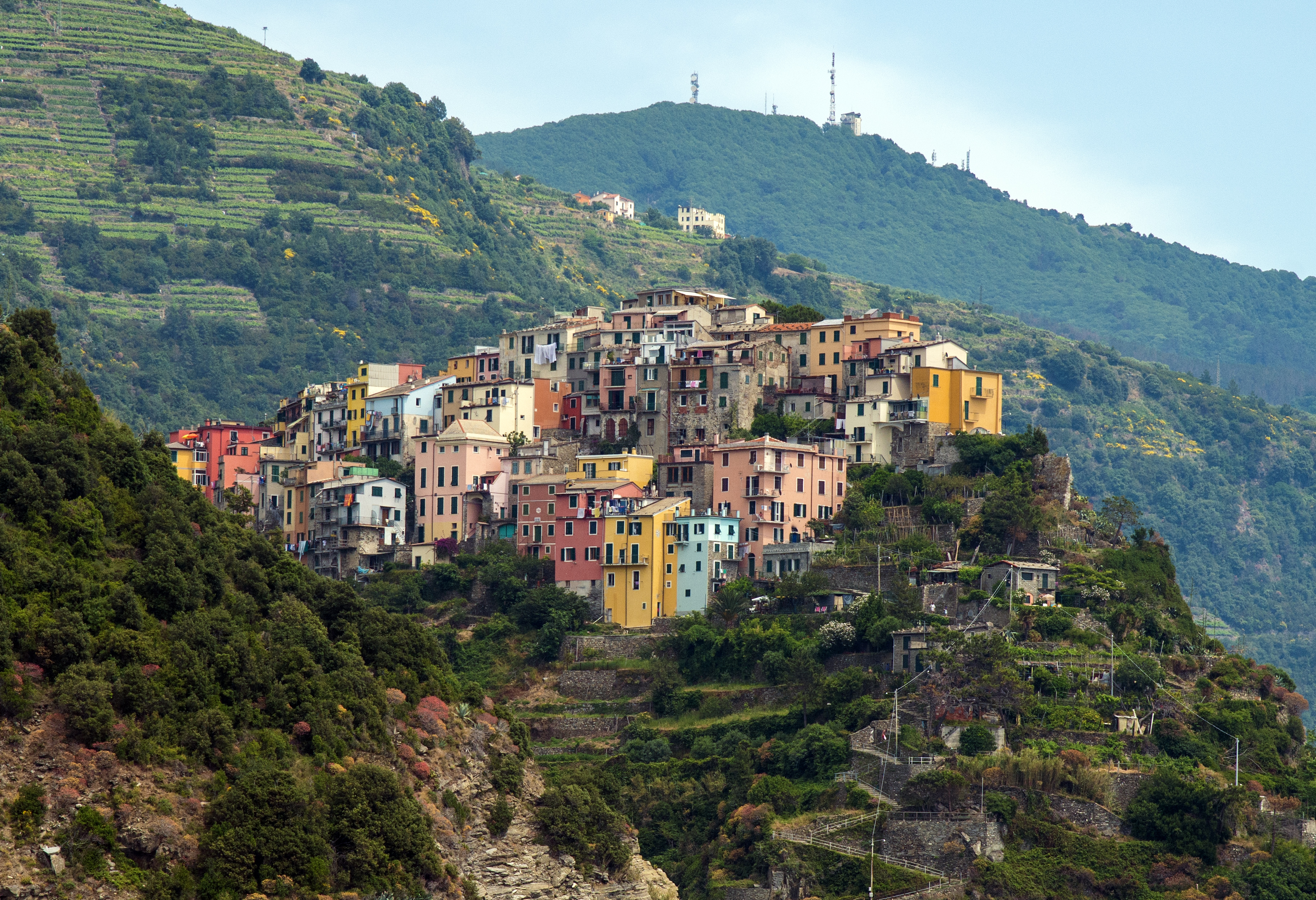
Corniglia.
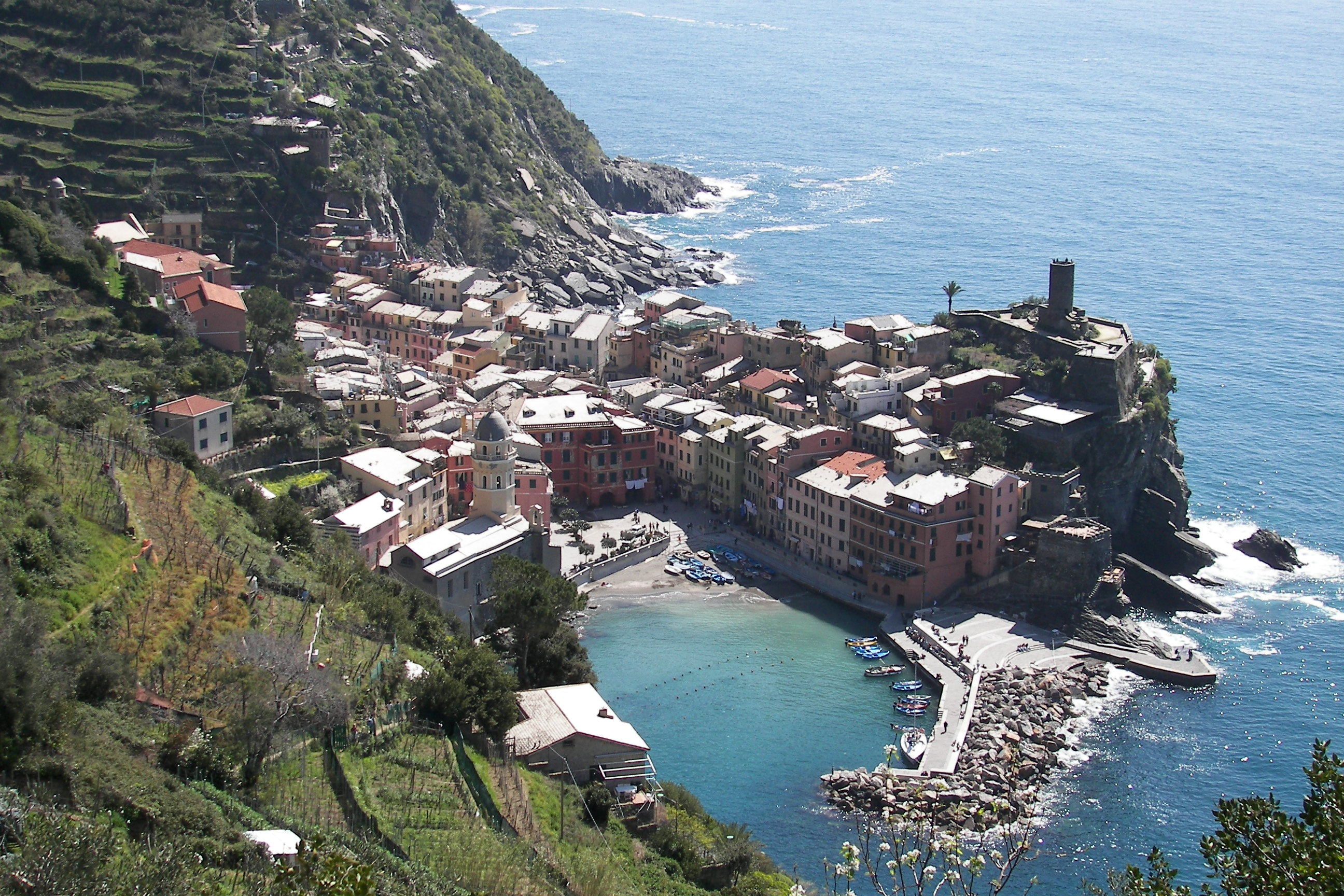
Vernazza.
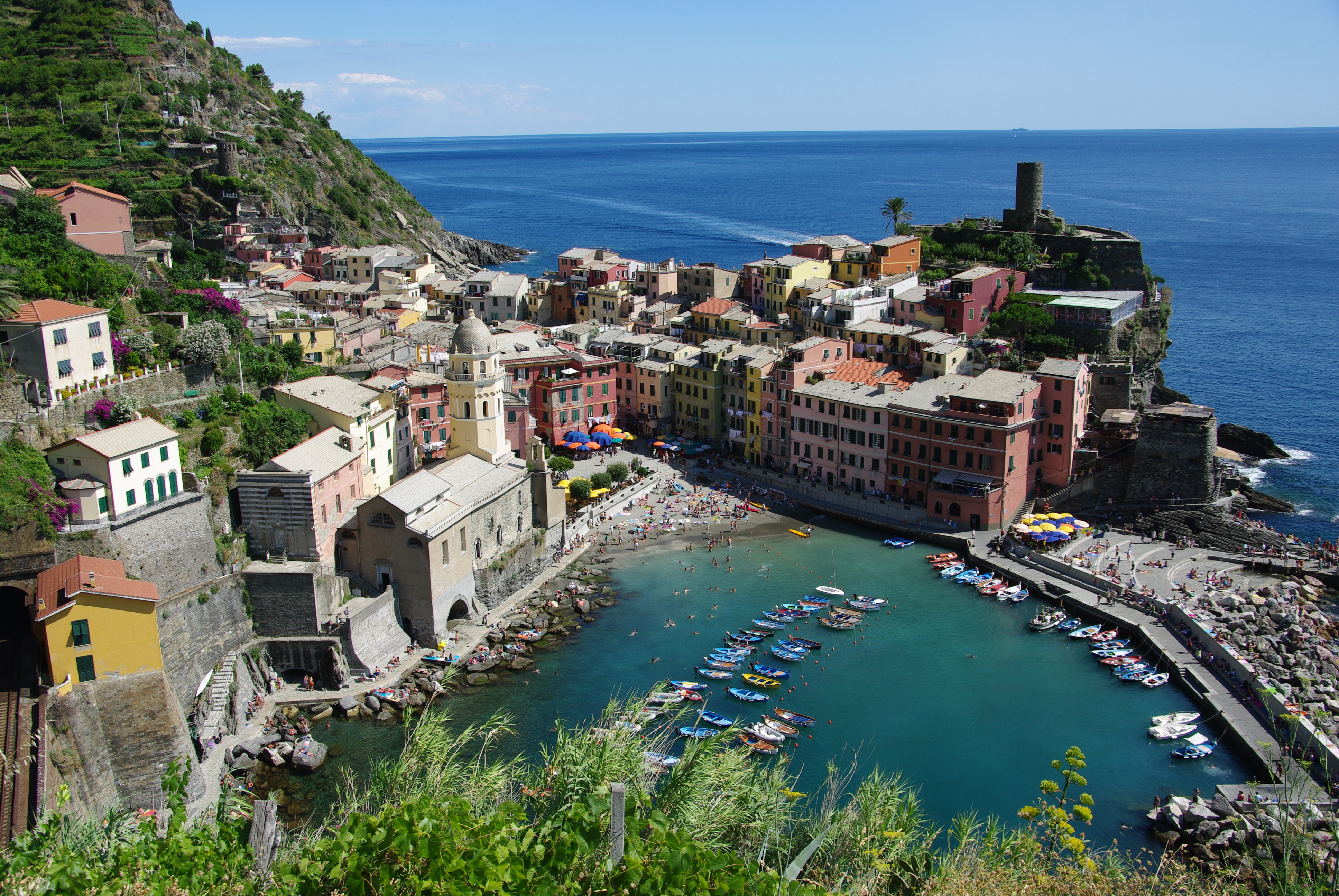
Vernazza.
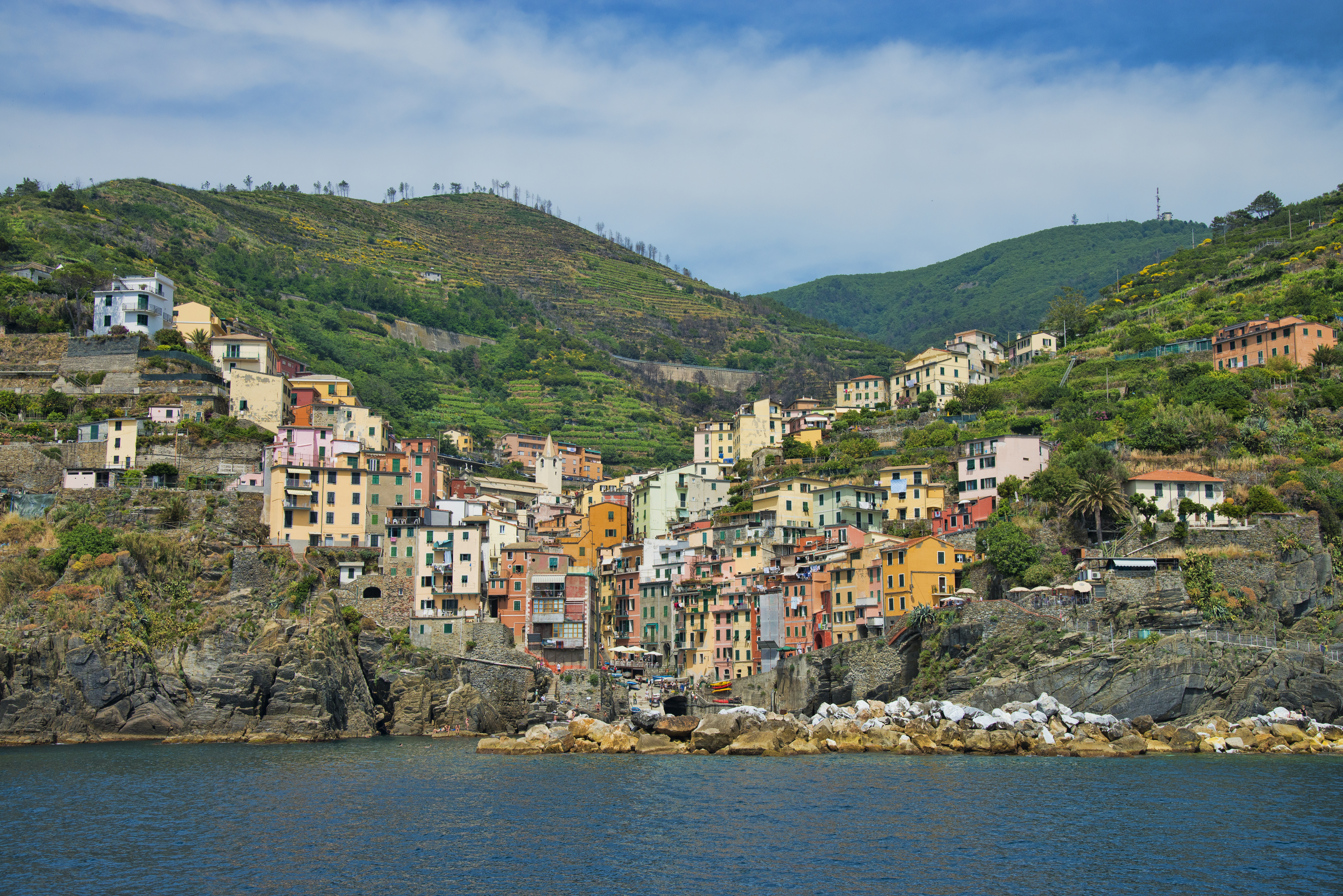
Riomaggiore.
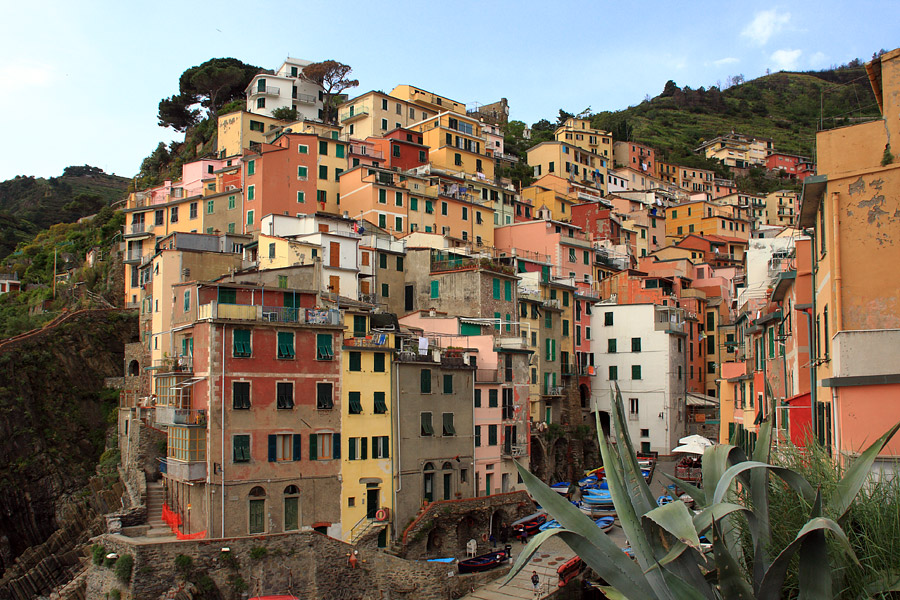
Riomaggiore.
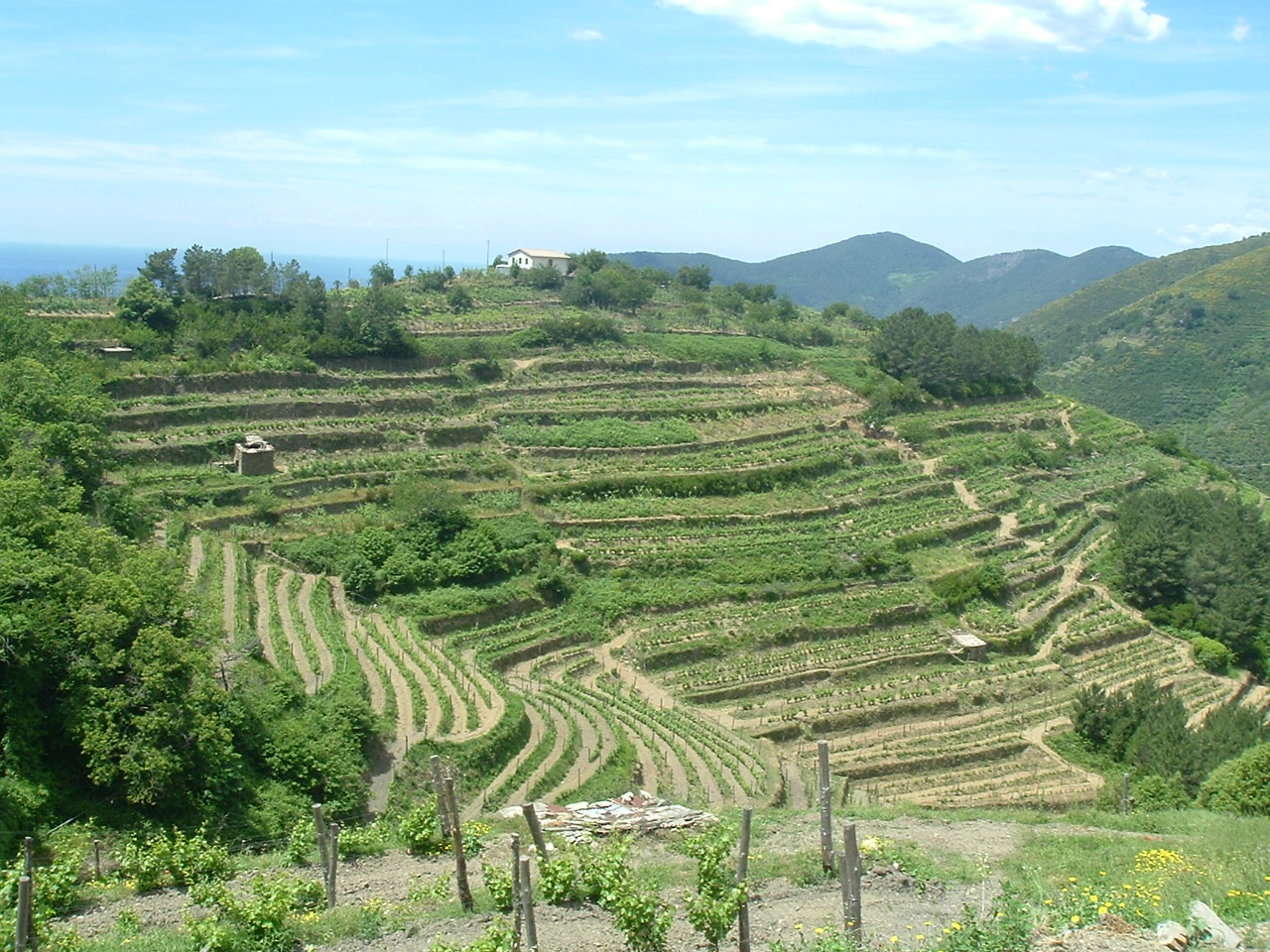
Vignes en terrasse.
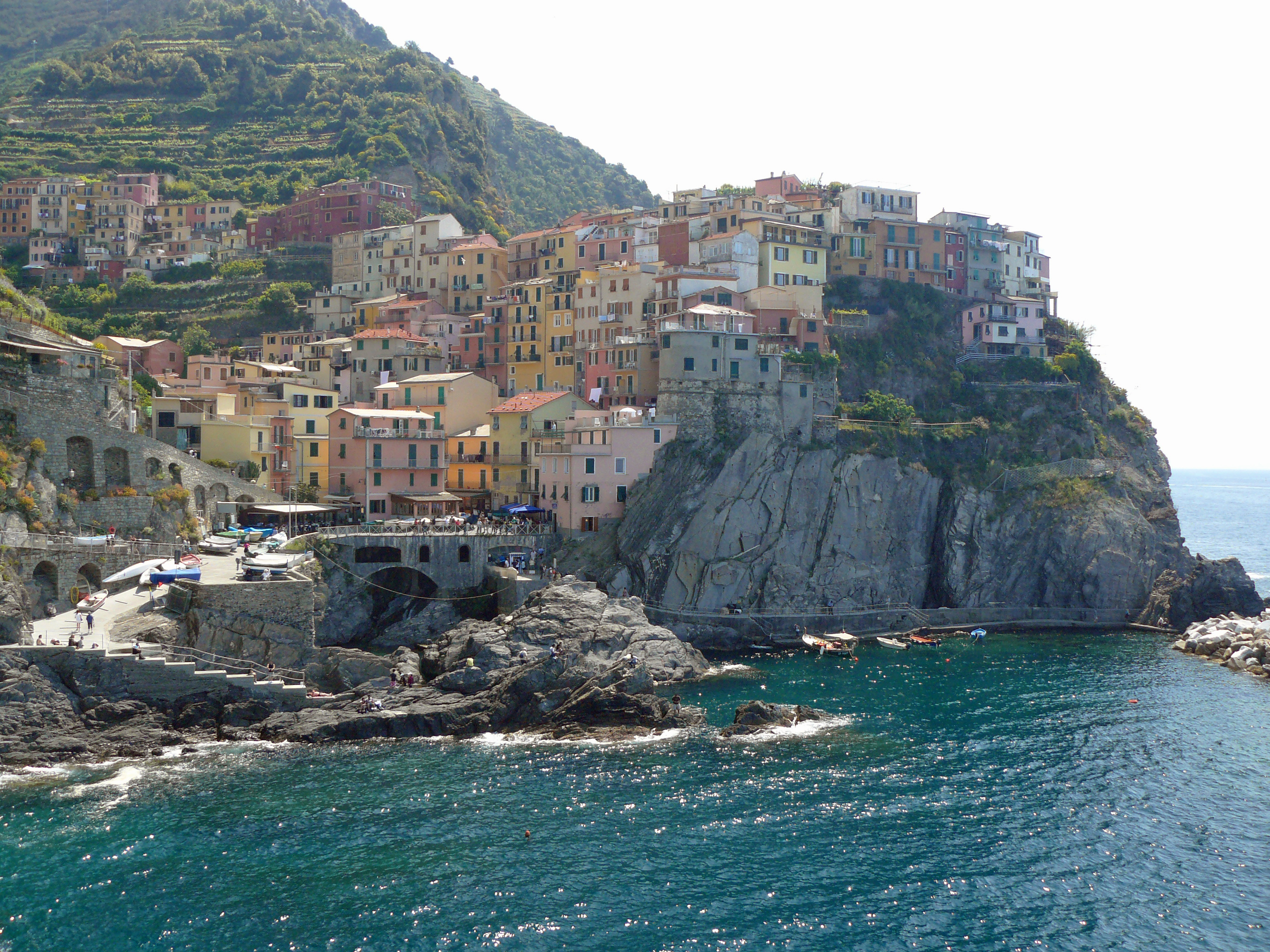
Manarola.
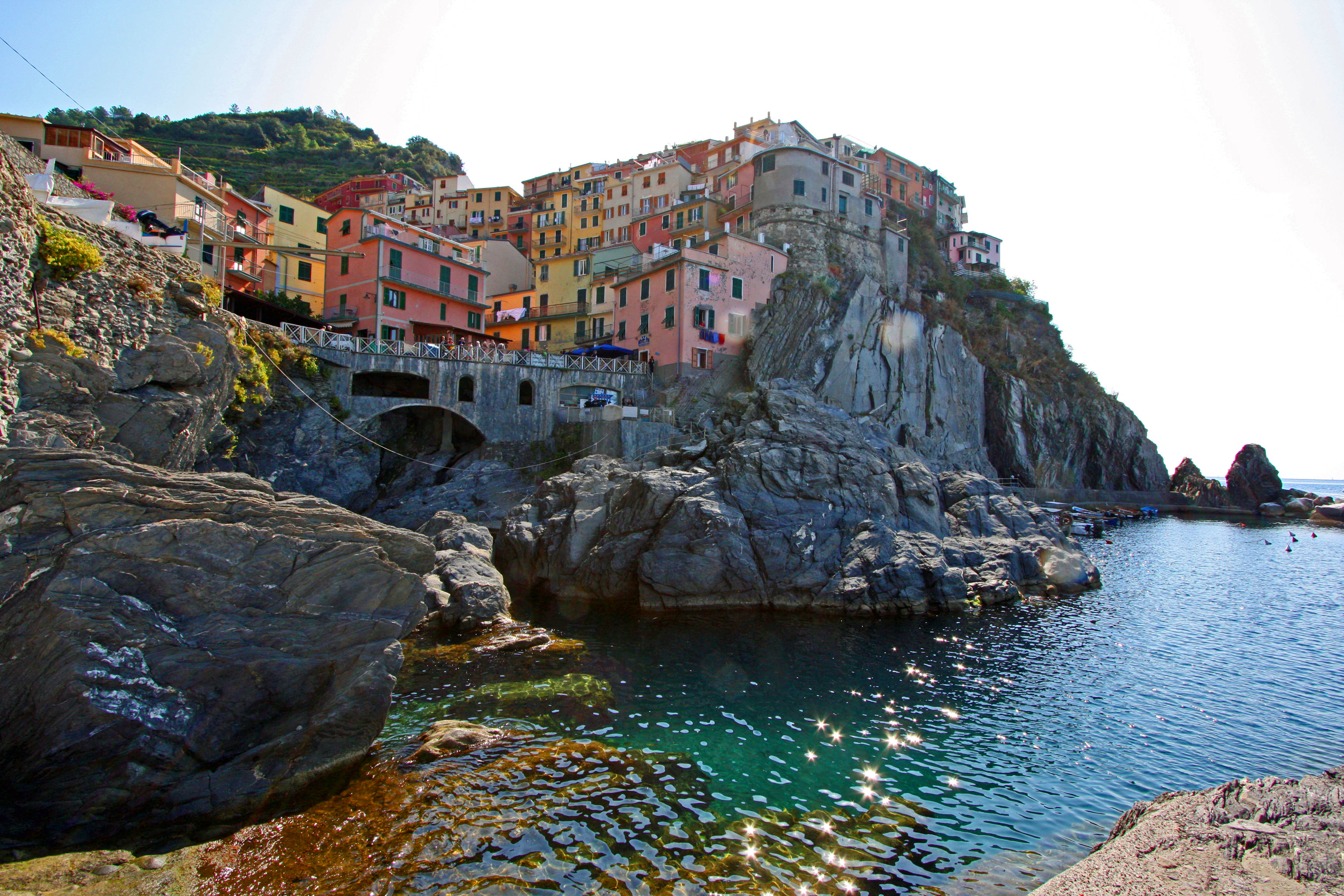
Manarola.